# بوينغ طراز 15
بوينغ طراز 15 (بالإنجليزية: Boeing Model 15)‏ هي طائرة مقاتلة من صناعة بوينغ. كان أول طيران لها في 2 يونيو 1923. دخلت الخدمة في 1923، صنع منها 158 طائرة.

## المستخدمون
- بحرية الولايات المتحدة
- قوات مشاة بحرية الولايات المتحدة